# Софрони Стършенов
Софрони (Софроний) Цветанов Стършенов (изписване до 1945 година: Софрони Цвѣтановъ Стършеновъ) е български учен, виден лесовъд.

## Биография
Роден е в 1890 година в западномакедонския български град Кичево, тогава в Османската империя. Софрони е най-малкото дете в многодетно семейство. Баща му Цветан Стършенов има бояджийница в Кичево и е виден член на Кичевската българска община, като също така е и певец в църква, учил при Иван Генадиев. Дядо му Йоаким Стършенов е виден учител и борец за запазване на българщината в Македония. Софрони е кръстен на най-големия си брат, който е отровен и умира в навечерието на завършването си на Солунската гимназия, а на 40-ия ден от смъртта му се ражда най-малкият син на Цветан, кръстен на брат си Софрони.
Софрони завършва прогимназия в родния си град, а след това работи в бояджийницата на баща си, тъй като баща му отказва да го прати да учи в Солун, страхувайки се да не бъде отровен и той от гърци. След застъпничество на Козма Дебърски Софрони е изпратен от баща си да учи в българската гимназия в Битоля, където завършва четвърти гимназиален клас с отличие. След това се записва в турската гимназия, която завършва също с отличие. Заминава да следва лесовъдство в Цариград на издръжка на Българската екзархия. По време на Балканските войни в 1913 година бяга в Свободна България и в София се явява пред министъра на земеделието, търсейки работа. Става управител на горския разсадник „Коньовица“ и Борисовата градина. След Междусъюзническата война Софрони Стършенов заминава отново за Цариград и взима последните си изпити. Завършва лесовъдство в университета с отличие. На 27 октомври 1913 година се завръща в София.
Става лесничей в Габрово, където се жени за Тотка Райкова от Трявна. В 1915 година заминава за Солунския фронт.
Стършенов създава разсадник и залесява Голия баир над жп линията в Трявна, което обаче засяга интересите на редица местни жители, които издействат от властите той да бъде наказан, а разсадникът - разрушен. Стършенов обаче успява да се пребори и в крайна сметка успява да залеси Голия баир. Друго голямо негово постижение е създаването на парка Чучура. В 1934 - 1935 година царица Йоана построява детски санаториум на Голия баир. Стръшенов работи като заместник-началник на горите на служба в министерството. Като такъв изпраща най-хубавите екзотични горски дървета и храсти от всички разсадници в детския санаториум в Трявна, заради което е наказан „за местен патриотизъм“.
В периода 1920 - 1930 година в Международния арбитражен съд в Хага се водят големи дела срещу България относно горите в Родопите и Рила за връщането им на предполагаеми частни собственици. Министерството на земеделието възлага на Стършенов да проучи всички достъпни турски архиви и да събира данни за собствеността на горите. Стършенов събира документи, превежда ги и доказва, че горите са били държавна, а не частна собственост, като изготвя специален доклад до министерството. Стършенов е подложен на корупционен натиск, като са му предложили един милион лева срещу оттегляне на информацията. След като Стършенов отказва, докладът му изчезва. Стършенов го изготвя наново и го предава директно на българскиия адвокат в Хага Коларов, като благодарение на него значителна част от делата са спечелени от българската страна. В 1928 година турска делегация от лесовъди и други специалисти, в която влизат и негови бивши състуденти, предлага на Стършенов поста началник на горите в Турция, но той отказва. В 1934 година нова делегация, начело с министъра на горите на Турция, отново кани Стършенов, но той пак отказва.
В началото на 30-те години на XX век работи по поддържането и укрепването на пороищата в БДЖ. В периода 1935 - 1940 година Стършенов е на служба в Министерството на земеделието, работи като началник секция „Залесяване“ в Самоков, след това отново е в министерството, а после е областен началник по горите в Хасково, където развива голяма дейност по арондиране и устройство на горите в областта. След освобождението на Вардарска Македония в 1941 година Стършенов става областен началник на горите в Битолска област. След това заема същата длъжност в Горна Джумая (Благоевград), където се пенсионира.
Заедно с друг виден български лесовъд, Тодор Димитров, издава от 1931 до 1938 година „Горски справочник“, който дълги години е ценно помагало в практическата дейност на лесничеите.
В 1933 - 1934 година Стършенов публикува учебник по турски език и речник с новата турска азбука, които имат голям успех.
Умира в 1960 година в Трявна.